# Vemurafenib
- Extrémité N-terminale
- Extrémité C-terminale

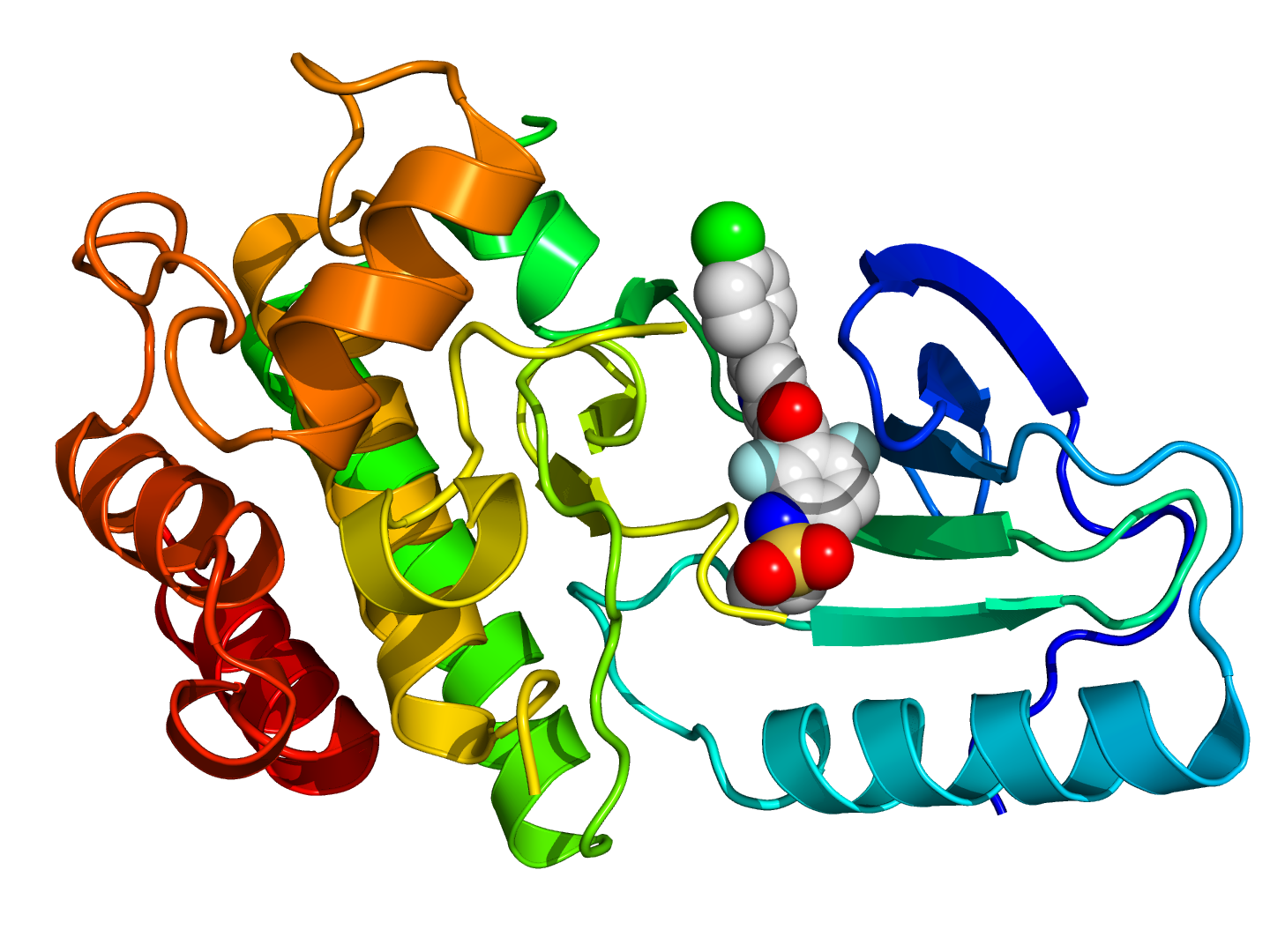
Structure cristallographique du B-Raf
Extrémité N-terminale
Extrémité C-terminale
et PLX4032 (les sphères)
carbone
oxygène
azote
chlore
fluor
soufre

Le vemurafenib (aussi connu sous les noms de PLX4032, RG7204 ou RO5185426 et commercialisé sous le nom de Zelboraf par Roche) est un inhibiteur de l'enzyme produite par le gène BRAF, développé par Plexxikon et Hoffmann-La Roche pour le traitement de mélanomes de stade avancé.

## Fonctionnement
Le PLX4032 est responsable de l'apoptose des cellules des mélanomes.
Le PLX4032 ne fonctionne que sur les patients ayant la mutation V600E sur le BRAF. Environ 60 % des mélanomes ont cette mutation. Les cellules du mélanome n'ayant pas cette mutation ne sont pas impactées par le PLX4032 qui paradoxalement, dans ce cas, stimule le gène BRAF et fait grossir la tumeur,.

## Résistance
Deux mécanismes de résistance au PLX4032 (environ 40 % des cas) ont été identifiés :
- les cellules cancéreuses commencent à surproduire une protéine de surface, PDGFRB (en) ;
- un second oncogène, NRAS (en), mute[7].

## Essais cliniques
En phase I des essais cliniques, le PLX4032 a réduit de moitié le nombre de cellules cancéreuses sur un groupe de 16 patients avec un mélanome au stade avancé et le groupe traité a eu un taux de survie médian supérieur de 6 mois au groupe témoin,,,. Lors d'une seconde étude en phase I sur des patients avec une mutation V600E sur le gène B-Raf, environ 80 % des patients ont montré une rémission partielle ou complète. Cependant, la rémission n'a duré qu'une période de 2 à 18 mois.
Des essais cliniques en phase I et en phase II sont en cours et des essais en phase III ont débuté.
Des essais en phase I sur le cancer du côlon ont commencé en 2010.
La molécule améliore la survie des mélanomes porteurs de la mutation du BRAF.

## Indication
En 2013 en France, le vemurafenib est recommandé comme traitement de première ligne du mélanome métastatique avec mutation BRAFV600 par l'Institut national du cancer.

## Effets secondaires
Avec la dose maximale tolérée de 960 mg deux fois par jour, 31 % des patients ont des lésions sur la peau pouvant nécessiter une intervention chirurgicale.